# Fisichella Motor Sport
Fisichella Motor Sport (FMS) foi uma equipe italiana fundada em 2005 pelo piloto de Fórmula 1 Giancarlo Fisichella. A equipe participou da F3000 italiana como FMS e da GP2 Series como FMS International.

## História
Nasce em 2005 disputando a F3000 italiana onde se alcançaria o título desse campeonato no mesmo ano de sua estreia. Por ele em 2006 compram a equipe de GP2 Series Coloni Motorsport criando a FMS International, estreando com os pilotos italianos Luca Filippi, Giorgio Pantano e o turco Jason Tahinci com o patrocínio da Petrol Ofisi obtendo um total de três vitórias para a equipe por Giorgio Pantano que ficou em quinto lugar do campeonato de pilotos.
Para a temporada 2007 contam com o piloto brasileiro Antonio Pizzonia e o turco Jason Tahinci.
Andreas Zuber e Luiz Razia juntaram-se à equipe para a temporada de 2009. Depois da sexta rodada da temporada, a Coloni tomou novamente o controlo total da equipe, depois de comprar a Fisichella Motor Sport International.